# Sophie von La Roche
Sophie von La Roche, nascuda Guterman von Gutershofen (Kaufbeuren, Baviera, 6 de desembre de 1731- Offenbach, Hessen, 18 de febrer de 1807) fou una escriptora alemanya, gran dama de les lletres europees i pionera en diversos àmbits, considerada la primera escriptora professional del seu temps. La seva obra més coneguda és Memòries de la senyoreta de Sternheim, una novel·la epistolar.

## Biografia
El seu pare, un metge d'inspiració pietista, li va facilitar una educació estricta i acurada. El primer festeig amb un metge italià va ser trencat per instigació del seu pare, en raó de la confessió catòlica del pretendent. El seu pare la va enviar a Biberach, en el si de la família Wieland, on es prometé amb el fill de la família, Christoph Martin Wieland, més gran llavors de 17 anys. Aquest festeig va ser igualment trencat, però una tendra amistat va lligar els dos ex-promesos durant tota la vida.
L'any 1753 es casà amb Georg Michael Frank von La Roche (1720-1788) i anà a viure amb ell a Mainz, a l'hotel Stadion, a casa del pare del seu marit, Anton Heinrich Friedrich von Stadion, ministre de l'Electorat de Mainz. Va tenir vuit fills, dels quals només cinc van arribar a l'adultesa. I seria l'àvia dels escriptors Bettina von Arnim i Clemens Brentano.

## Vida literària
La seva primera novel·la, Geschichte dels Fräuleins von Sternheim (Memòries de Mlle de Sternheim), publicada l'any 1771, era la primera novel·la alemanya escrita per una dona i tingué un gran èxit, sobretot entre les dones cultes de la burgesia, que es reconeixen en el destí de l'heroïna, desgraciada en la vida de parella. La seva fama contribuí a l'èxit del saló literari que mantingué a Ehrenbreitstein, freqüentat per divereses personalitats literàries, entre les quals un jove Goethe, Wieland, els germans Friedrich Heinrich Jacobi i Johann Georg Jacobi, Wilhelm Heinse i Johann Kaspar Lavater.

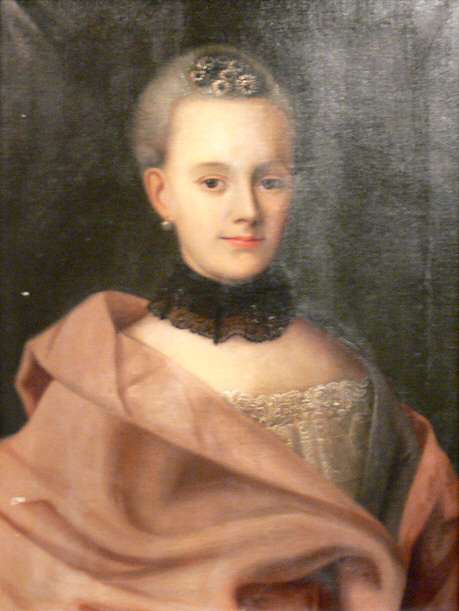
Retrat de Sophie von La Roche

Després de 1780, el seu marit caigué en desgràcia i veié reduir-se els seus ingressos. Sophie von La Roche buscà aleshores millorar els seus recursos gràcies a la literatura i esdevingué la primera autora alemanya professional. Fundà i dirigí una revista, Pomona für Teutschlands Töchter, en la qual oferia a les lectores textos filosòfics i literaris, a diferència d'altres revistes per a dones de la seva època. Viatjà per Europa i redactà diversos dietaris i quaderns de viatge a Suïssa, França, Holanda i Anglaterra.
La seva novel·la més rellevant, Die Geschichte des Fräuleins von Sternheim ofereix un model diferent de dona, una síntesi que La Roche ja representa entre l'esperit racional de la Il·lustració i de la passió romàntica. Es tracta d'una novel·la epistolar en què el personatge principal, Sophie von Sterheim, alter ego de l'escriptora, explica la seva vida per mitjà de cartes en primera persona dirigides a Madame C. La protagonista intenta viure els ideals de virtut i fer sempre el bé, però també els del seny, i per això hi defensa a ultrança la instrucció i l'educació de les dones.

## Obra

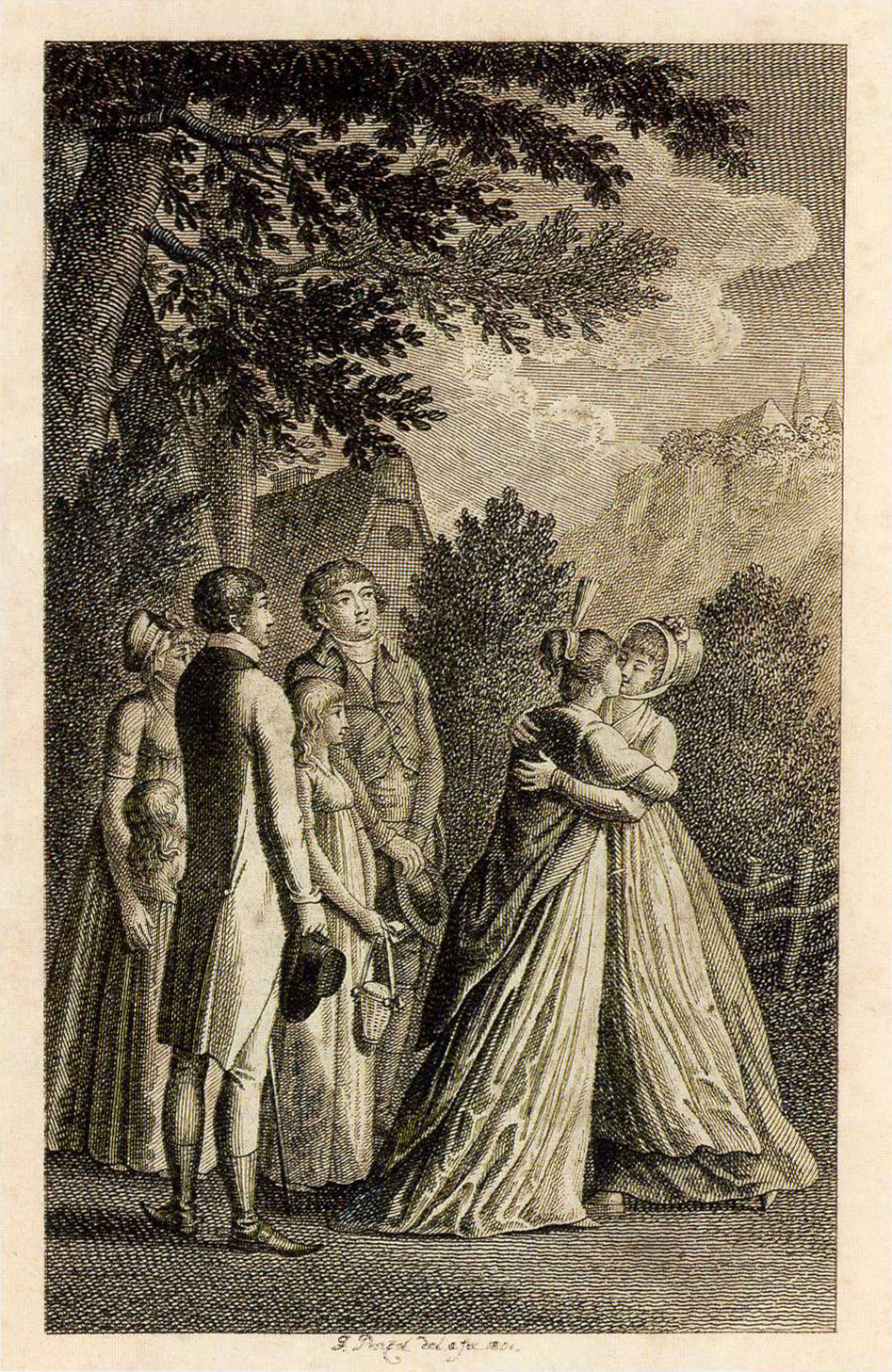
Frontispici de Fanny und Julia

- Geschichte des Fräuleins von Sternheim (Història dels Fräuleins von Sternheim Extret d'articles originals i altres fonts fiables per un amic seu), Leipzig 1771
- Der Eigensinn der Liebe und Freundschaft, eine Englische Erzählung, nebst einer kleinen deutschen Liebesgeschichte, aus dem Französischen (La tossuderia de l'amor i l'amistat, una història anglesa, juntament amb una petita història d'amor alemanya), Zúric 1772
- Rosaliens Briefe an ihre Freundin Mariane von St** (Les cartes de Rosalia a la seva amiga Mariane von St **), Altenburg 1780–1781
- Pomona für Teutschlands Töchter (Pomona per a les filles de Teutschland), Espira, 1783-1784
- Briefe any Lina, ein Buch für junge Frauenzimmer, die ihr Herz und ihren Verstand bilden wollen (Briefe any Lina, un llibre per a dones joves que volen formar els seus cors i ments), Mannheim, 1785
- Neuere moralische Erzählungen (Narracions morals recents), Altenburg 1786
- Tagebuch einer Reise durch die Schweiz (Diari d'un viatge per Suïssa), Altenburg 1787
- Journal einer Reise durch Frankreich (Diari d'un viatge per França), Altenburg 1787
- Tagebuch einer Reise durch Holland und England (Diari d'un viatge per Holanda i Anglaterra), Offenbach, 1788
- Geschichte von Miß Lony und Der schöne Bund. (Història de Miss Lony i la bella Bund), Gotha 1789
- Briefe über Mannheim (Cartes de Mannheim), Zúric 1791
- Lebensbeschreibung von Friderika Baldinger, von ihr selbst verfaßt Hrsg. und va posar einer Vorrede begleitet von Sophie Wittwe von La Roche (Descripció de la vida de Friderika Baldinger, editada per ella mateixa i especialment un prefaci acompanyat de Sophie Wittwe von La Roche), Offenbach 1791
- Rosalie und Cleberg auf dem Lande. Weiß und Brede, Offenbach 1791
- Erinnerungen aus meiner dritten Schweizerreise (Records del meu tercer viatge a Suïssa), Offenbach 1793
- Briefe an Lina als Mutter (Cartes a Lina com a mare), Leipzig 1795-1797
- Schönes Bild der Resignation, eine Erzählung (Bona imatge de resignació, una història). Leipzig 1796
- Erscheinungen am See Oneida, mit Kupfern (Aparicions al llac Oneida), Leipzig 1798
- Mein Schreibetisch (El meu escriptori) Leipzig 1799
- Reise vom Offenbach nach Weimar und Schönebeck im Jahr 1799 (Viatge d'Offenbach a Weimar i Schönebeck el 1799). Leipzig 1800
- Fanny und Julia, oder die Freundinnen (Fanny i Julia, o les amigues). Leipzig 1801
- Liebe-Hütten (Refugis d'amor). Leipzig 1804
- Herbsttage (Dies de tardor), Leipzig 1805
- Melusinens Sommerabende (Les tardes d'estiu de Melusin), Halle 1806